# Army Air Corps
L’Army Air Corps (Corps aérien de l'armée ou AAC) est une branche de la British Army (armée de terre britannique). Il s'agit de l'aviation légère de cette armée.
Il est composé[Quand ?] de 8 régiments, dont 5 de l'armée régulière, 2 de l'armée territoriale et 1 de formation), ainsi que 5 escadrilles et 2 escadrons indépendants.

## Unités du Army Air Corps
En juillet 2012, on annonce la fusion du 1er et du 9e régiment pour octobre 2015.

### Régiments
- 1er régiment de l'Army Air Corps (en)
  - 652e escadron (en)
  - 661e escadron (en)
- 2e régiment de l'Army Air Corps (en) (formation)
  - 668e escadron
  - 670e escadron
  - 671e escadron
  - 673e escadron
  - 676e escadron
- 3e régiment de l'Army Air Corps (en)
  - 653e escadron (en)
  - 662e escadron (en)
  - 663e escadron (en)
- 4e régiment de l'Army Air Corps (en)
  - 654e escadron (en)
  - 656e escadron
  - 664e escadron
- 5e régiment de l'Army Air Corps (en)
  - 651e escadron
  - 665e escadron (désactivé en octobre 2023)[3]
- 6e régiment de l'Army Air Corps (en) (volontaire)
  - 677e escadron (en) (Suffolk Yeomanry et Norfolk Yeomanry)
- 9e régiment de l'Army Air Corps
  - 659e escadron
  - 669e escadron
  - 672e escadron

### Escadrilles et escadrons indépendants
Escadrilles indépendantes (Independant Flights)
- 7 Flight Army Air Corps (en) ( Brunei)
- 8 Flight Army Air Corps (en) (Hereford,  Royaume-Uni)
- 25 Flight Army Air Corps (en) ( Belize)
- 29 (BATUS) Flight Army Air Corps (en) (Alberta,  Canada)
- 20 Independent Reconnaissance Flight, RAF Shatin ( Hong Kong)

Escadrons indépendants (Independant Squadrons)
- 657e escadron, RAF Odiham (Joint Special Forces Aviation Wing)

### Autres unités
- 660e escadron (en) (Defence Helicopter Flying School : école de la défense de vol en hélicoptère)
- 667e escadron (développement et essais)
- 674e escadron (en) (Defence Elementary Flying Training School : école élémentaire de la défense d'entraînement au vol)
- The Band of the Army Air Corps (groupe de l'AAC)
- Army Flying Grading (cotation des vols de l'armée)
- Army Air Corps Historic Aircraft Flight (vols historiques des aéronefs de l'AAC)
- The Army Air Corps Blue Eagles Display Team (équipe des Aigles Bleus de l'AAC)
- The Army Air Corps Parachute Display Team (équipe de parachute de l'AAC)
- 14e détachement de l'AAC de Heston (Army Cadet Force) (force armée des cadets)

## Unités dissoutes
- 20 Independent Reconnaissance Flight, RAF Shatin ( Hong Kong)

## Équipement
Hélicoptères
- AgustaWestland Apache (hélicoptère d'attaque) 67 construit entre 1998 et 2004. En service depuis 2001. 48 en ligne dans 3 escadrons de 16 appareils. Doivent être retirés en 2024. Remplacer par 50 AH-64E livrés entre le 26 novembre 2020[4] et 2024[5].
- Westland Lynx (soutien sur le champ de bataille et reconnaissance) En service depuis 1978.
- Bell 212 (jungles de Belize et Brunei) En service depuis 1994.
- Aérospatiale Gazelle (reconnaissance, 212 perçus, ~ 6 en activité fin octobre 2023)
- Eurocopter AS350 Écureuil (entraînement) 38 AS.350BB Squirrel HT.1 ont été commandées pour l’école de pilotage d’hélicoptères de la Défense exploitée par une entreprise privée, FBS Ltd. Ces appareils sont entrés en service en 1997.
- Eurocopter SA365 Dauphin (soutien) 4 acquis en 2008 par le 8 Flight Army Air Corps rattaché aux Special Air Service

Drones de combat
- Watchkeeper WK450 (renseignement, surveillance, acquisition de cibles et reconnaissance) 54 acquit en 2007, sont probablement utilisés par d'autres branches des forces armées

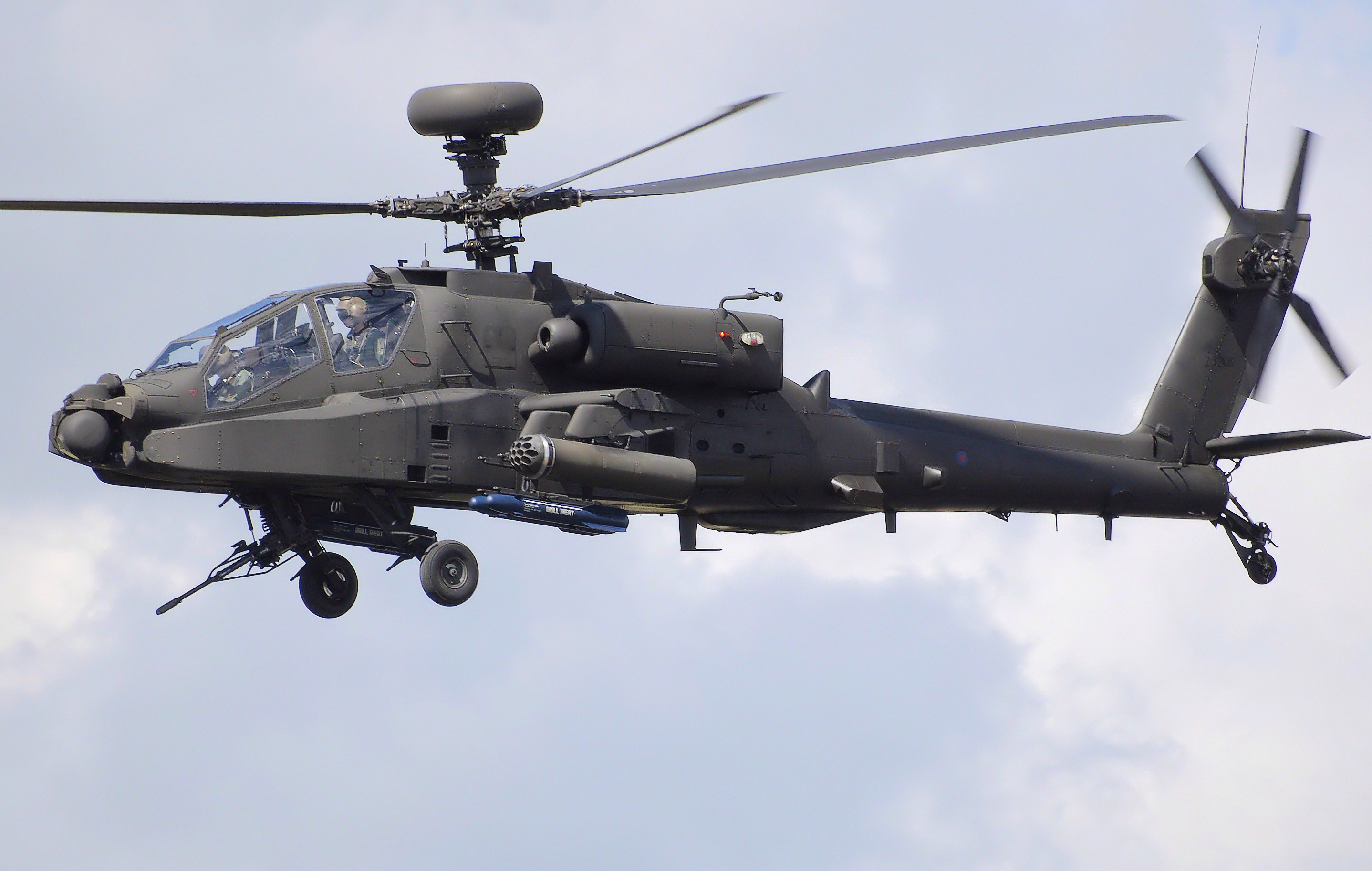
AgustaWestland Apache.
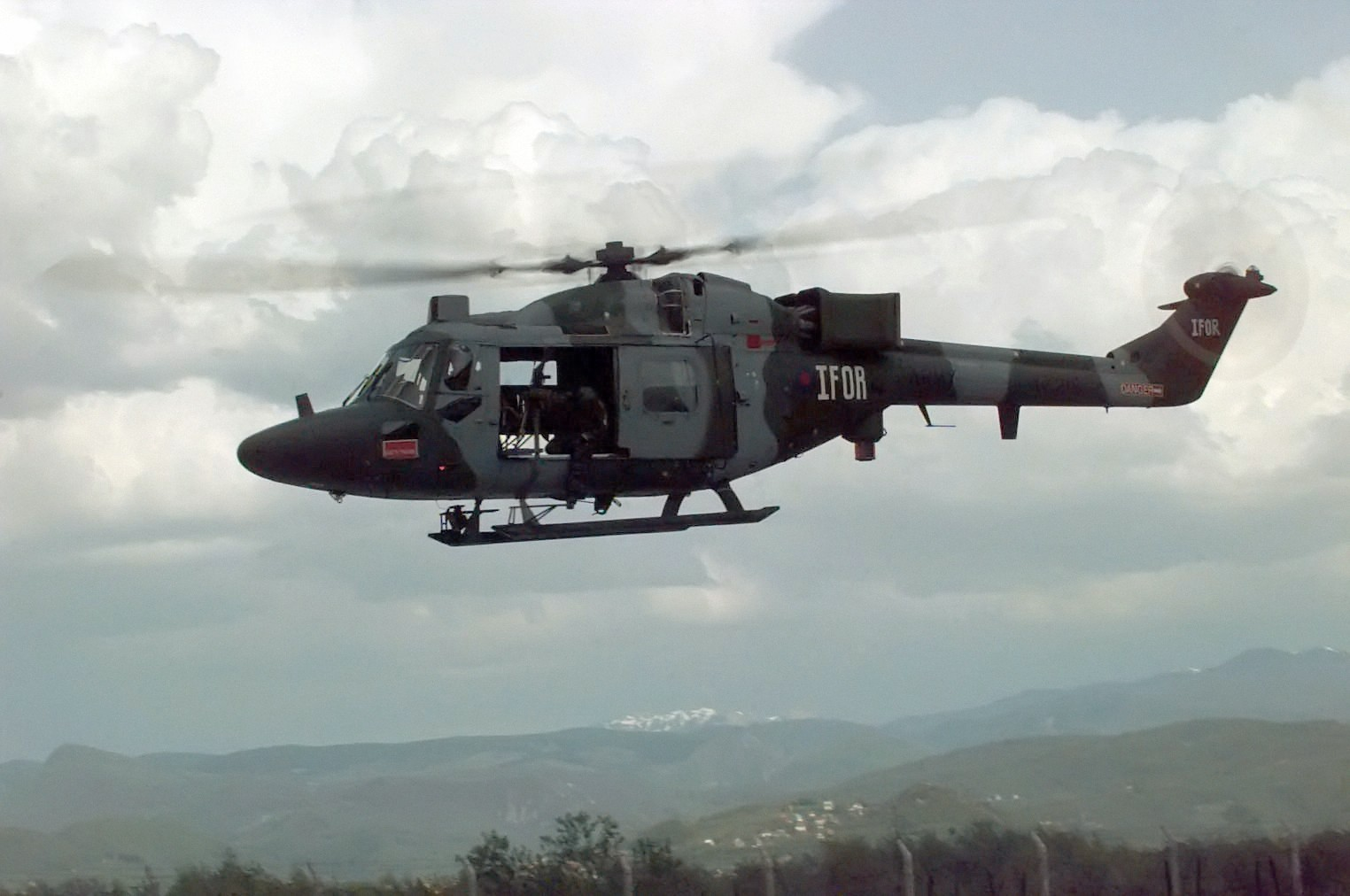
Westland Lynx de l'IFOR.
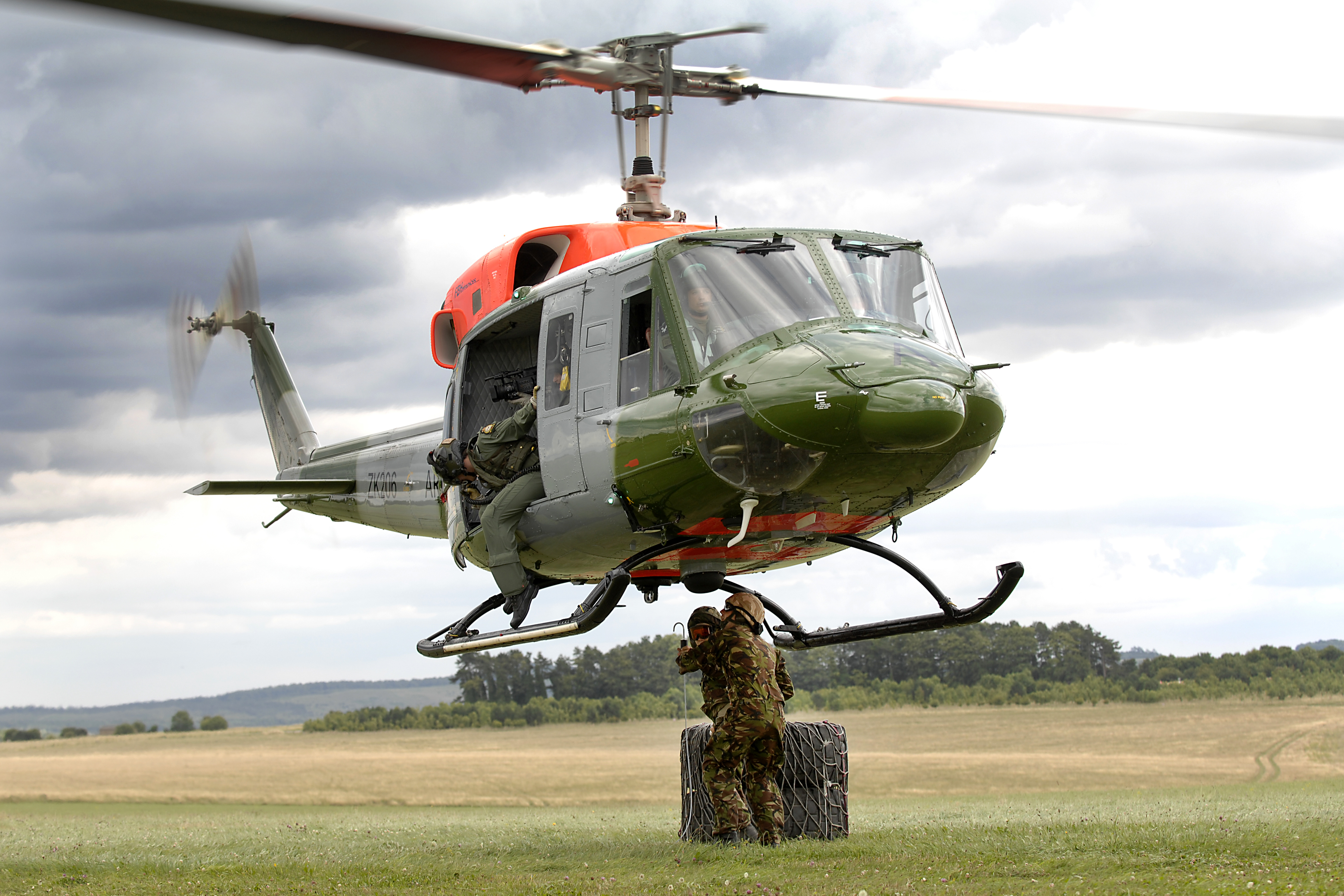
Bell 212.
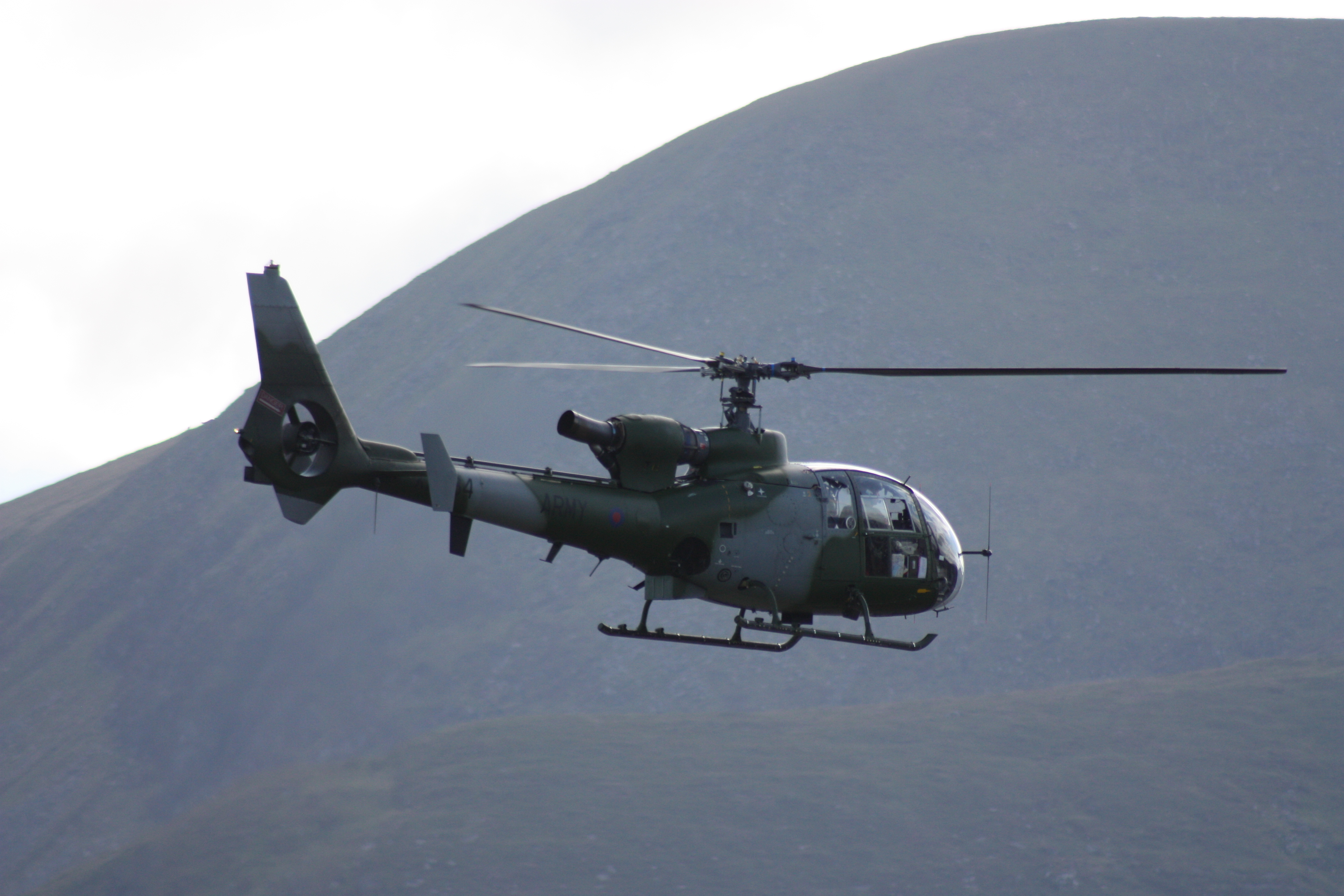
Aérospatiale Gazelle de la patrouille acrobatique Blue Eagles.
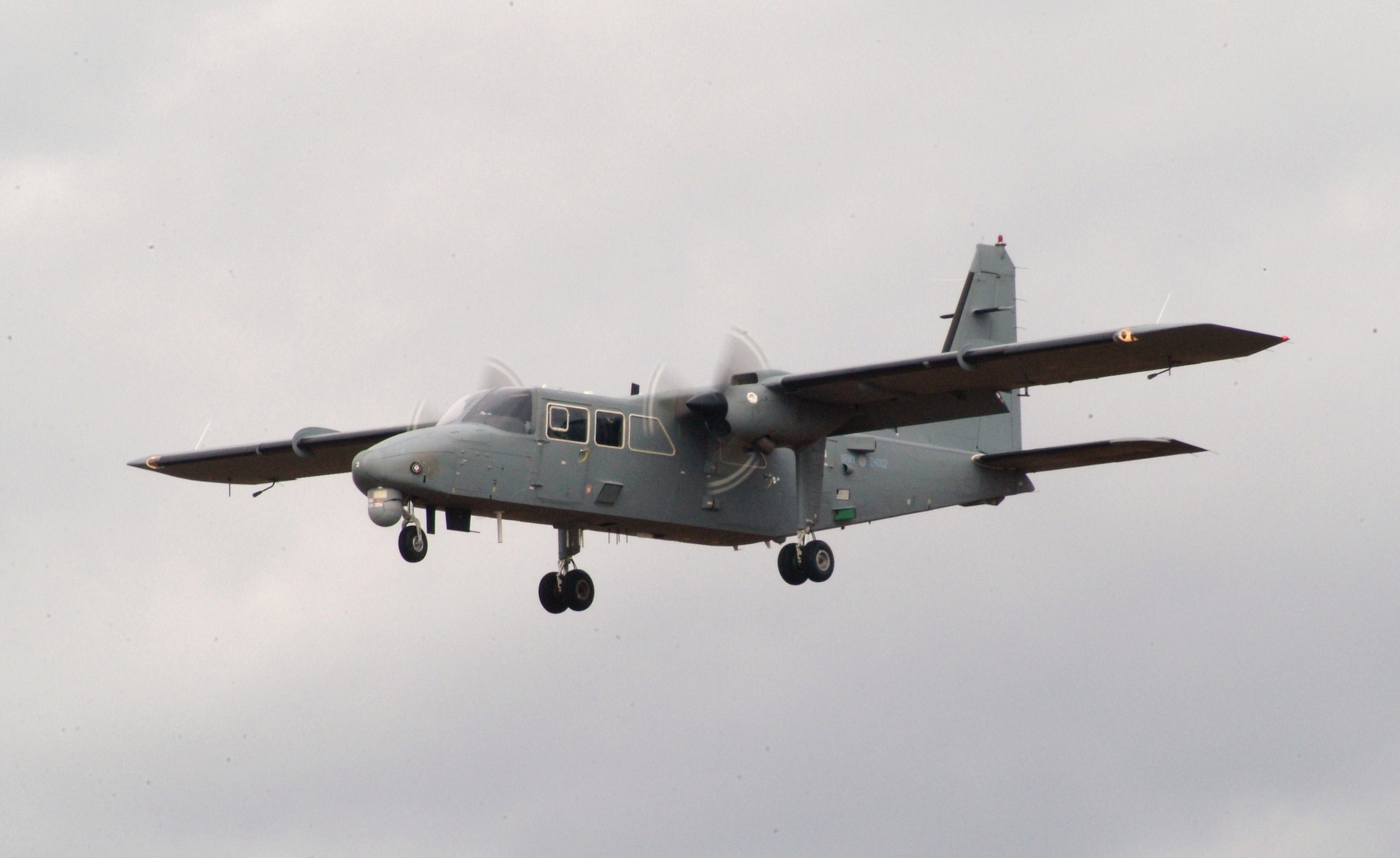
Britten-Norman Defender.
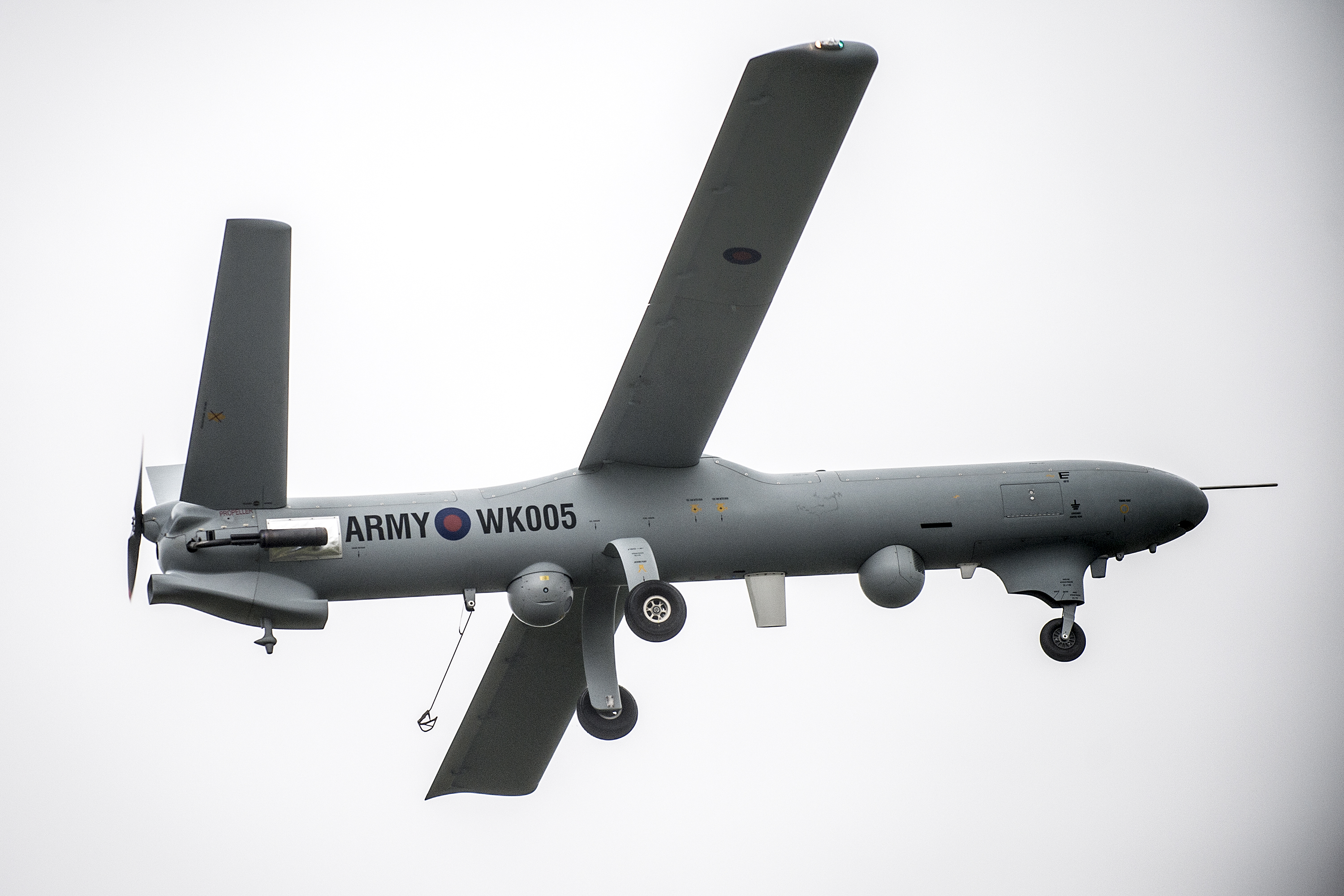
Watchkeeper WK450.